# Motorrad-Weltmeisterschaft 1976
Die Motorrad-Weltmeisterschaft 1976 war die 28. in der Geschichte der FIM-Motorrad-Straßenweltmeisterschaft.
In den Klassen bis 500 cm³ und bis 350 cm³ wurden zehn, in der Klasse bis 250 cm³ elf, in den Klassen bis 125 cm³ und bis 50 cm³ neun und bei den Gespannen sieben Rennen ausgetragen.

## Punkteverteilung
| Punktewertung | Punktewertung | Punktewertung | Punktewertung | Punktewertung | Punktewertung | Punktewertung | Punktewertung | Punktewertung | Punktewertung | Punktewertung |
| ------------- | ------------- | ------------- | ------------- | ------------- | ------------- | ------------- | ------------- | ------------- | ------------- | ------------- |
| Platz         | 1             | 2             | 3             | 4             | 5             | 6             | 7             | 8             | 9             | 10            |
| Punkte        | 15            | 12            | 10            | 8             | 6             | 5             | 4             | 3             | 2             | 1             |

In die Wertung kamen die besten drei erzielten Resultate jeder Saisonhälfte.

## Wissenswertes
- In der 500-cm³-Klasse waren erstmals in der Geschichte der Motorrad-WM keine Werksteams am Start.
- Der Große Preis von Deutschland sollte ursprünglich, wie zuletzt 1968, auf der Südschleife ausgetragen werden. Da die dafür notwendigen Arbeiten zur Verbesserungen der Strecke nicht durchgeführt wurden, fand das Rennen wieder auf der als gefährlich geltenden Nordschleife statt, die im Gegensatz zur Südschleife jedoch 1970/71 umgebaut worden war. Die ausländischen Motorrad-WM-Piloten hatten schon 1974 den Nordschleifen-Grand-Prix wegen Anpassung der Streckensicherung auf Eifelrennen-Automobilrennen boykottiert, und vier Wochen zuvor war der Österreicher Niki Lauda im Formel-1-GP schwer verunglückt.
- Giacomo Agostini errang auf der Nürburgring-Nordschleife, dem Ort seines ersten Grand-Prix-Sieges (wobei damals auf der Südschleife), in der 500-cm³-Klasse seinen 122. und letzten Sieg in der Motorrad-WM. Diese Marke ist bis heute unerreicht. Lediglich Valentino Rossi schaffte es neben Agostini die magische Grenze von 100 Grand-Prix-Siegen zu durchbrechen und hält zurzeit bei 106 Siegen. Der Sieg stellt gleichzeitig den letzten eines Viertakters in der bis 2002 ausgetragenen 500-cm³-Klasse dar.

### Todesfälle
- Beim Nationen-Grand Prix auf der erstmals im Kalender stehenden Rennstrecke in Mugello kamen die beiden einheimischen Piloten Paolo Tordi und Otello Buscherini ums Leben. Tordi stürzte im 350-cm³-Lauf, Buscherini im 250-cm³-Rennen, beide starben auf dem Weg ins Krankenhaus.
- Die Isle of Man TT forderte in diesem Jahr ebenfalls zwei Todesopfer. Walter Wörner, Passagier von Siegfried Maier in der Gespann-Klasse und der Australier Les Kenny, im Rennen der Lightweight-TT, kamen ums Leben.

## 500-cm³-Klasse

### Rennergebnisse
|    | Datum      | Rennen                  | Strecke                   | Platz 1          | Platz 2           | Platz 3           | Pole-Position    | Schn. Rennrunde   |
| -- | ---------- | ----------------------- | ------------------------- | ---------------- | ----------------- | ----------------- | ---------------- | ----------------- |
| 1  | 25.04.     | GP von Frankreich       | Le Mans                   | Barry Sheene     | Johnny Cecotto    | Marco Lucchinelli | Barry Sheene     | Marco Lucchinelli |
| 2  | 02.05.     | GP von Österreich       | Salzburgring              | Barry Sheene     | Marco Lucchinelli | Phil Read         | Barry Sheene     | Barry Sheene      |
| 3  | 16.05.     | 54. GP der Nationen     | Mugello                   | Barry Sheene     | Phil Read         | Virginio Ferrari  | Giacomo Agostini | Barry Sheene      |
| 4  | 07.–11.06. | 58. Isle of Man TT      | Mountain Course           | Tom Herron       | Ian Richards      | Billie Guthrie    | John Williams    | John Williams     |
| 5  | 26.06.     | 46. Dutch TT            | Assen                     | Barry Sheene     | Pat Hennen        | Wil Hartog        | Barry Sheene     | Barry Sheene      |
| 6  | 04.07.     | 49. GP von Belgien      | Spa-Francorchamps         | John Williams    | Barry Sheene      | Marcel Ankoné     | Barry Sheene     | John Williams     |
| 7  | 25.07.     | GP von Schweden         | Anderstorp                | Barry Sheene     | Jack Findlay      | Chas Mortimer     | Teuvo Länsivuori | Teuvo Länsivuori  |
| 8  | 01.08.     | GP von Finnland         | Imatra                    | Pat Hennen       | Teuvo Länsivuori  | Philippe Coulon   | Giacomo Agostini | John Newbold      |
| 9  | 22.08.     | GP der Tschechoslowakei | Masaryk-Ring              | John Newbold     | Teuvo Länsivuori  | Philippe Coulon   | Teuvo Länsivuori | Teuvo Länsivuori  |
| 10 | 29.08.     | 40. GP von Deutschland  | Nürburgring- Nordschleife | Giacomo Agostini | Marco Lucchinelli | Pat Hennen        | Virginio Ferrari | Marcel Ankoné     |

### Fahrerwertung
| 1  | Barry Sheene      | Suzuki             | 72 (87) |
| 2  | Teuvo Länsivuori  | Suzuki             | 48 (54) |
| 3  | Pat Hennen        | Suzuki             | 46      |
| 4  | Marco Lucchinelli | Suzuki             | 40      |
| 5  | John Newbold      | Suzuki             | 31 (34) |
| 6  | Philippe Coulon   | Suzuki             | 28      |
| 7  | Giacomo Agostini  | MV Agusta / Suzuki | 26      |
| 8  | Jack Findlay      | Suzuki             | 25      |
| 9  | John Williams     | Suzuki             | 24      |
| 10 | Phil Read         | Suzuki             | 22      |
| 11 | Marcel Ankoné     | Suzuki             | 21      |
| 12 | Stu Avant         | Suzuki             | 20      |
| 13 | Chas Mortimer     | Suzuki             | 18      |
| 14 | Tom Herron        | Yamaha             | 17      |
| 15 | Michel Rougerie   | Suzuki             | 16      |
| 16 | Karl Auer         | Yamaha             | 16      |
| 17 | Dieter Braun      | Suzuki             | 15      |
| 18 | Víctor Palomo     | Yamaha             | 13      |
| 19 | Johnny Cecotto    | Yamaha             | 12      |
|    | Ian Richards      | Yamaha             | 12      |
| 21 | Virginio Ferrari  | Suzuki             | 10      |
| 22 | Billie Guthrie    | Yamaha             | 10      |
| 23 | Wil Hartog        | Suzuki             | 10      |

| 24 | Alex George         | Yamaha          | 9 |
| 25 | Boet van Dulmen     | Yamaha / Suzuki | 9 |
| 26 | Takazumi Katayama   | Yamaha          | 8 |
| 27 | Roger Nicholls      | Yamaha          | 6 |
|    | Max Wiener          | Yamaha          | 6 |
| 29 | Jon Ekerold         | Yamaha          | 5 |
|    | Olivier Chevallier  | Yamaha          | 5 |
| 31 | Bernard Fau         | Yamaha          | 4 |
|    | Bernd Tüngethal     | Yamaha          | 4 |
|    | Alan North          | Suzuki          | 4 |
| 34 | Gordon Pantall      | Yamaha          | 3 |
|    | Rob Bron            | Yamaha          | 3 |
|    | Christian Estrosi   | Suzuki          | 3 |
|    | Christian Bourgeois | Yamaha          | 3 |
| 38 | Helmut Kassner      | Suzuki          | 3 |
| 39 | John Weeden         | Yamaha          | 2 |
|    | Pekka Nurmi         | Yamaha          | 2 |
| 41 | Børge Nielsen       | Yamaha          | 1 |
|    | Bill Smith          | Yamaha          | 1 |
|    | Dave Potter         | Yamaha          | 1 |
|    | Edmar Ferreira      | Yamaha          | 1 |
|    | Egid Schwemmer      | Yamaha          | 1 |

(Punkte in Klammern inklusive Streichresultate)

### Konstrukteurswertung
Der Konstrukteurstitel wurde Suzuki zuerkannt.

## 350-cm³-Klasse

### Rennergebnisse
|    | Datum      | Rennen                  | Strecke                   | Platz 1            | Platz 2        | Platz 3             | Pole-Position     | Schn. Rennrunde    |
| -- | ---------- | ----------------------- | ------------------------- | ------------------ | -------------- | ------------------- | ----------------- | ------------------ |
| 1  | 25.04.     | GP von Frankreich       | Le Mans                   | Walter Villa       | Johnny Cecotto | Jean-François Baldé | Giacomo Agostini  | Walter Villa       |
| 2  | 02.05.     | GP von Österreich       | Salzburgring              | Johnny Cecotto     | Walter Villa   | John Dodds          | Johnny Cecotto    | Walter Villa       |
| 3  | 16.05.     | 54. GP der Nationen     | Mugello                   | Johnny Cecotto     | Franco Uncini  | John Dodds          | John Dodds        | Johnny Cecotto     |
| 4  | 23.05.     | GP von Jugoslawien      | Opatija                   | Olivier Chevallier | Chas Mortimer  | Takazumi Katayama   | Tom Herron        | Olivier Chevallier |
| 5  | 07.–11.06. | 58. Isle of Man TT      | Mountain Course           | Chas Mortimer      | Tony Rutter    | Billie Guthrie      | Tom Herron        | Tony Rutter        |
| 6  | 26.06.     | 46. Dutch TT            | Assen                     | Giacomo Agostini   | Patrick Pons   | Chas Mortimer       | Takazumi Katayama | Giacomo Agostini   |
| 7  | 01.08.     | GP von Finnland         | Imatra                    | Walter Villa       | Dieter Braun   | Tom Herron          | Walter Villa      | Dieter Braun       |
| 8  | 22.08.     | GP der Tschechoslowakei | Masaryk-Ring              | Walter Villa       | Víctor Palomo  | Tom Herron          | Walter Villa      | Walter Villa       |
| 9  | 29.08.     | 40. GP von Deutschland  | Nürburgring- Nordschleife | Walter Villa       | Johnny Cecotto | Gianfranco Bonera   | Walter Villa      | Johnny Cecotto     |
| 10 | 19.09.     | GP von Spanien          | Montjuïc                  | Kork Ballington    | Víctor Palomo  | Franco Uncini       | Walter Villa      | Franco Uncini      |

### Fahrerwertung
| 1  | Walter Villa        | Harley-Davidson     | 76 (81) |
| 2  | Johnny Cecotto      | Yamaha              | 65      |
| 3  | Chas Mortimer       | Yamaha              | 54      |
| 4  | Tom Herron          | Yamaha              | 41 (45) |
| 5  | John Dodds          | Yamaha              | 34      |
| 6  | Víctor Palomo       | Yamaha              | 29 (32) |
| 7  | Bruno Kneubühler    | Yamaha              | 28 (30) |
| 8  | Takazumi Katayama   | Yamaha              | 28 (29) |
| 9  | Olivier Chevallier  | Yamaha              | 27      |
| 10 | Franco Uncini       | Yamaha              | 27      |
| 11 | Dieter Braun        | Yamaha / Morbidelli | 23      |
| 12 | Kork Ballington     | Yamaha              | 20      |
| 13 | Pentti Korhonen     | Yamaha              | 19      |
| 14 | Patrick Pons        | Yamaha              | 18      |
| 15 | Giacomo Agostini    | MV Agusta           | 15      |
| 16 | Gianfranco Bonera   | Harley-Davidson     | 15      |
| 17 | Tony Rutter         | Yamaha              | 12      |
| 18 | Jean-François Baldé | Yamaha              | 10      |
|    | Billie Guthrie      | Yamaha              | 10      |
| 20 | Alan North          | Yamaha              | 10      |

| 21 | Gérard Choukroun  | Yamaha | 10 |
| 22 | Leif Gustafsson   | Yamaha | 8  |
|    | Martin Sharpe     | Yamaha | 8  |
| 24 | John Weeden       | Yamaha | 6  |
| 25 | Boet van Dulmen   | Yamaha | 6  |
| 26 | Paolo Tordi (†)   | Yamaha | 5  |
|    | Derek Chatterton  | Yamaha | 5  |
| 28 | Patrick Fernandez | Yamaha | 5  |
|    | Christian Sarron  | Yamaha | 5  |
| 30 | Neil Tuxworth     | Yamaha | 4  |
|    | Jon Ekerold       | Yamaha | 4  |
|    | Kjell Solberg     | Yamaha | 3  |
|    | Jack Findlay      | Yamaha | 3  |
|    | Karl Auer         | Yamaha | 3  |
| 35 | Philippe Bouzanne | Yamaha | 3  |
| 36 | Bosse Granath     | Yamaha | 2  |
|    | Franz Kunz        | Yamaha | 2  |
| 38 | Claudio Loigo     | Yamaha | 1  |
|    | Sam McClements    | Yamaha | 1  |

### Konstrukteurswertung
Der Konstrukteurstitel wurde Harley-Davidson zuerkannt.

## 250-cm³-Klasse

### Rennergebnisse
|    | Datum      | Rennen                  | Strecke                   | Platz 1           | Platz 2           | Platz 3            | Pole-Position     | Schn. Rennrunde   |
| -- | ---------- | ----------------------- | ------------------------- | ----------------- | ----------------- | ------------------ | ----------------- | ----------------- |
| 1  | 25.04.     | GP von Frankreich       | Le Mans                   | Walter Villa      | Gianfranco Bonera | Pentti Korhonen    | Walter Villa      | Walter Villa      |
| 2  | 16.05.     | 54. GP der Nationen     | Mugello                   | Walter Villa      | Takazumi Katayama | Pentti Korhonen    | Walter Villa      | Walter Villa      |
| 3  | 23.05.     | GP von Jugoslawien      | Opatija                   | Dieter Braun      | Tom Herron        | Olivier Chevallier | Takazumi Katayama | Gianfranco Bonera |
| 4  | 07.–11.06. | 58. Isle of Man TT      | Mountain Course           | Tom Herron        | Takazumi Katayama | Chas Mortimer      | Tom Herron        | Tom Herron        |
| 5  | 26.06.     | 46. Dutch TT            | Assen                     | Walter Villa      | Takazumi Katayama | John Dodds         | Walter Villa      | Walter Villa      |
| 6  | 04.07.     | 49. GP von Belgien      | Spa-Francorchamps         | Walter Villa      | Paolo Pileri      | Takazumi Katayama  | Walter Villa      | Walter Villa      |
| 7  | 25.07.     | GP von Schweden         | Anderstorp                | Takazumi Katayama | Dieter Braun      | Gianfranco Bonera  | Pentti Korhonen   | Dieter Braun      |
| 8  | 01.08.     | GP von Finnland         | Imatra                    | Walter Villa      | Takazumi Katayama | Gianfranco Bonera  | Walter Villa      | Gianfranco Bonera |
| 9  | 22.08.     | GP der Tschechoslowakei | Masaryk-Ring              | Walter Villa      | Gianfranco Bonera | Takazumi Katayama  | Walter Villa      | Walter Villa      |
| 10 | 29.08.     | 40. GP von Deutschland  | Nürburgring- Nordschleife | Walter Villa      | Kork Ballington   | Jon Ekerold        | Walter Villa      | Walter Villa      |
| 11 | 19.09.     | GP von Spanien          | Montjuïc                  | Gianfranco Bonera | Walter Villa      | Alan North         | Alan North        | Walter Villa      |

### Fahrerwertung
| 1  | Walter Villa        | Harley-Davidson | 90 (117) |
| 2  | Takazumi Katayama   | Yamaha          | 73 (87)  |
| 3  | Gianfranco Bonera   | Harley-Davidson | 61 (77)  |
| 4  | Pentti Korhonen     | Yamaha          | 47 (55)  |
| 5  | Tom Herron          | Yamaha          | 47 (52)  |
| 6  | Dieter Braun        | Yamaha          | 42 (50)  |
| 7  | Chas Mortimer       | Yamaha          | 31       |
| 8  | Bruno Kneubühler    | Yamaha          | 29       |
| 9  | Víctor Palomo       | Yamaha          | 25 (28)  |
| 10 | Olivier Chevallier  | Yamaha          | 25       |
| 11 | John Dodds          | Yamaha          | 24       |
| 12 | Patrick Fernandez   | Yamaha          | 21       |
| 13 | Kork Ballington     | Yamaha          | 15       |
| 14 | Paolo Pileri        | Morbidelli      | 12       |
| 15 | Jon Ekerold         | Yamaha          | 10       |
| 16 | Alan North          | Yamaha          | 10       |
| 17 | Tony Rutter         | Yamaha          | 8        |
| 18 | Jean-François Baldé | Yamaha          | 8        |
| 19 | Gérard Choukroun    | Yamaha          | 6        |

|    | Eddie Roberts      | Yamaha | 6 |
| 21 | Franco Uncini      | Yamaha | 6 |
| 22 | Patrick Pons       | Yamaha | 6 |
| 23 | Philippe Bouzanne  | Yamaha | 6 |
| 24 | Pekka Nurmi        | Yamaha | 5 |
|    | Alex George        | Yamaha | 5 |
| 26 | John Weeden        | Yamaha | 5 |
|    | Boet van Dulmen    | Yamaha | 4 |
| 28 | Ian Richards       | Yamaha | 3 |
|    | Leif Gustafsson    | Yamaha | 3 |
| 30 | Jean-Claude Hogrel | Yamaha | 2 |
|    | János Drapál       | Yamaha | 2 |
|    | Denis Casement     | Yamaha | 2 |
|    | Tapio Virtanen     | MZ     | 2 |
| 34 | Henk van Kessel    | Yamaha | 2 |
| 35 | Eero Hyvärinen     | Yamaha | 1 |
|    | Neil Tuxworth      | Yamaha | 1 |
|    | Harald Bartol      | Yamaha | 1 |

### Konstrukteurswertung
Der Konstrukteurstitel wurde Harley-Davidson zuerkannt.

## 125-cm³-Klasse

### Rennergebnisse
|   | Datum  | Rennen                 | Strecke                   | Platz 1            | Platz 2         | Platz 3              | Pole-Position      | Schn. Rennrunde    |
| - | ------ | ---------------------- | ------------------------- | ------------------ | --------------- | -------------------- | ------------------ | ------------------ |
| 1 | 02.05. | GP von Österreich      | Salzburgring              | Pier Paolo Bianchi | Paolo Pileri    | Otello Buscherini    | Pier Paolo Bianchi | Pier Paolo Bianchi |
| 2 | 16.05. | 54. GP der Nationen    | Mugello                   | Pier Paolo Bianchi | Paolo Pileri    | Ángel Nieto          | Pier Paolo Bianchi | Otello Buscherini  |
| 3 | 23.05. | GP von Jugoslawien     | Opatija                   | Pier Paolo Bianchi | Henk van Kessel | Paolo Pileri         | Ángel Nieto        | Ángel Nieto        |
| 4 | 26.06. | 46. Dutch TT           | Assen                     | Pier Paolo Bianchi | Paolo Pileri    | Ángel Nieto          | Pier Paolo Bianchi | Pier Paolo Bianchi |
| 5 | 04.07. | 49. GP von Belgien     | Spa-Francorchamps         | Ángel Nieto        | Paolo Pileri    | Eugenio Lazzarini    | Ángel Nieto        | Pier Paolo Bianchi |
| 6 | 25.07. | GP von Schweden        | Anderstorp                | Pier Paolo Bianchi | Ángel Nieto     | Paolo Pileri         | Pier Paolo Bianchi | Pier Paolo Bianchi |
| 7 | 01.08. | GP von Finnland        | Imatra                    | Pier Paolo Bianchi | Gert Bender     | Henk van Kessel      | Pier Paolo Bianchi | Pier Paolo Bianchi |
| 8 | 29.08. | 40. GP von Deutschland | Nürburgring- Nordschleife | Toni Mang          | Walter Koschine | Julien van Zeebroeck | Pier Paolo Bianchi | Toni Mang          |
| 9 | 19.09. | GP von Spanien         | Montjuïc                  | Pier Paolo Bianchi | Ángel Nieto     | Henk van Kessel      | Ángel Nieto        | Pier Paolo Bianchi |

### Fahrerwertung
| 1  | Pier Paolo Bianchi     | Morbidelli | 90 (105) |
| 2  | Ángel Nieto            | Bultaco    | 67       |
| 3  | Paolo Pileri           | Morbidelli | 64 (74)  |
| 4  | Henk van Kessel        | AGV-Condor | 46       |
| 5  | Toni Mang              | Morbidelli | 32       |
| 6  | Jean-Louis Guignabodet | Morbidelli | 27 (31)  |
| 7  | Eugenio Lazzarini      | Morbidelli | 26       |
| 8  | Gert Bender            | Bender     | 25       |
| 9  | Stefan Dörflinger      | Morbidelli | 23       |
| 10 | Julien van Zeebroeck   | Morbidelli | 18       |
| 11 | Xaver Tschannen        | Maico      | 14       |
| 12 | Walter Koschine        | Maico      | 12       |
| 13 | Cees van Dongen        | Morbidelli | 11       |
| 14 | Otello Buscherini (†)  | Malanca    | 10       |
| 15 | Leif Gustafsson        | Yamaha     | 10       |
| 16 | Harald Bartol          | Morbidelli | 9        |
| 17 | Hans Müller            | Yamaha     | 9        |
| 18 | Horst Seel             | Seel       | 8        |

| 19 | Enrico Cereda       | Morbidelli | 7 |
| 20 | Pierluigi Conforti  | Malanca    | 7 |
| 21 | Lennart Lundgren    | Yamaha     | 6 |
| 22 | Per-Edvard Carlsson | Morbidelli | 6 |
| 23 | Johann Zemsauer     | Rotax      | 5 |
|    | Patrick Plisson     | Morbidelli | 5 |
| 25 | Matti Kinnunen      | Maico      | 5 |
| 26 | Hans-Jürgen Hummel  | Yamaha     | 4 |
|    | Luciano Richetti    | Morbidelli | 4 |
|    | Rolf Blatter        | Maico      | 4 |
| 29 | Peter Frohnmeyer    | Nava-DRS   | 3 |
| 30 | Auno Hakala         | Yamaha     | 2 |
|    | Ermanno Giuliano    | LGM        | 2 |
| 32 | Werner Schmied      | Rotax      | 1 |
|    | Pierre Cecchini     | Maico      | 1 |
|    | Lennart Lindell     | Morbidelli | 1 |
|    | Hans Hallberg       | Yamaha     | 1 |

### Konstrukteurswertung
Der Konstrukteurstitel wurde Morbidelli zuerkannt.

## 50-cm³-Klasse

### Rennergebnisse
|   | Datum  | Rennen                 | Strecke                   | Platz 1              | Platz 2            | Platz 3            | Pole-Position | Schn. Rennrunde    |
| - | ------ | ---------------------- | ------------------------- | -------------------- | ------------------ | ------------------ | ------------- | ------------------ |
| 1 | 25.04. | GP von Frankreich      | Le Mans                   | Herbert Rittberger   | Rudolf Kunz        | Stefan Dörflinger  | Ángel Nieto   | Rudolf Kunz        |
| 2 | 16.05. | 54. GP der Nationen    | Mugello                   | Ángel Nieto          | Eugenio Lazzarini  | Rudolf Kunz        | Ángel Nieto   | Ángel Nieto        |
| 3 | 23.05. | GP von Jugoslawien     | Opatija                   | Ulrich Graf          | Herbert Rittberger | Ángel Nieto        | Ángel Nieto   | Herbert Rittberger |
| 4 | 26.06. | 46. Dutch TT           | Assen                     | Ángel Nieto          | Ulrich Graf        | Herbert Rittberger | Ángel Nieto   | Ulrich Graf        |
| 5 | 04.07. | 49. GP von Belgien     | Spa-Francorchamps         | Herbert Rittberger   | Ángel Nieto        | Ulrich Graf        | Ángel Nieto   | Herbert Rittberger |
| 6 | 25.07. | GP von Schweden        | Anderstorp                | Ángel Nieto          | Ulrich Graf        | Eugenio Lazzarini  | Ángel Nieto   | Ángel Nieto        |
| 7 | 01.08. | GP von Finnland        | Imatra                    | Julien van Zeebroeck | Ulrich Graf        | Eugenio Lazzarini  | Ángel Nieto   | Ulrich Graf        |
| 8 | 29.08. | 40. GP von Deutschland | Nürburgring- Nordschleife | Ángel Nieto          | Herbert Rittberger | Ulrich Graf        | Ulrich Graf   | Ángel Nieto        |
| 9 | 19.09. | GP von Spanien         | Montjuïc                  | Ángel Nieto          | Herbert Rittberger | Eugenio Lazzarini  | Ángel Nieto   | Ángel Nieto        |

### Fahrerwertung
| 1  | Ángel Nieto          | Bultaco  | 85 (97) |
| 2  | Herbert Rittberger   | Kreidler | 76 (92) |
| 3  | Ulrich Graf          | Kreidler | 69 (80) |
| 4  | Eugenio Lazzarini    | UFO      | 53 (61) |
| 5  | Rudolf Kunz          | Kreidler | 34 (39) |
| 6  | Julien van Zeebroeck | Kreidler | 26      |
| 7  | Rolf Blatter         | Kreidler | 25 (26) |
| 8  | Stefan Dörflinger    | Kreidler | 25      |
| 9  | Hans-Jürgen Hummel   | Kreidler | 20 (23) |
| 10 | Pierre Audry         | ABF      | 15      |
| 11 | Aldo Pero            | Kreidler | 13 (14) |
| 12 | Theo Timmer          | Jamathi  | 12      |
| 13 | Engelbert Kip        | Kreidler | 12      |
| 14 | Gerrit Strikker      | Kreidler | 9       |

| 15 | Cees van Dongen    | Kreidler    | 9 |
| 16 | Benjamin Laurent   | 3B-Kreidler | 8 |
| 17 | Günter Schirnhofer | Kreidler    | 7 |
| 18 | Theo van Geffen    | Kreidler    | 6 |
| 19 | Robert Lavér       | Kreidler    | 5 |
|    | Ricardo Tormo      | Kreidler    | 5 |
| 21 | Yves Le Toumelin   | Scrab       | 4 |
|    | Ezio Mischiatti    | Derbi       | 4 |
|    | Wolfgang Müller    | Kreidler    | 4 |
|    | Claudio Lusuardi   | Villa       | 4 |
| 25 | Ramón Galí         | Derbi       | 3 |
|    | Bruno Stopp        | Kreidler    | 3 |
| 27 | Ermanno Giuliano   | LGM         | 1 |

### Konstrukteurswertung
Der Konstrukteurstitel wurde Bultaco zuerkannt.

## Gespanne (500 cm³)

### Rennergebnisse
|   | Datum      | Rennen                  | Strecke                   | Platz 1                                    | Platz 2                          | Platz 3                             | Pole-Position                        | Schn. Rennrunde                      |
| - | ---------- | ----------------------- | ------------------------- | ------------------------------------------ | -------------------------------- | ----------------------------------- | ------------------------------------ | ------------------------------------ |
| 1 | 25.04.     | GP von Frankreich       | Le Mans                   | Rolf Biland / Kenneth Williams             | Alain Michel / Bernard Garcia    | Helmut Schilling / Rainer Gundel    | Werner Schwärzel / Andreas Huber     | Rolf Biland / Kenneth Williams       |
| 2 | 02.05.     | GP von Österreich       | Salzburgring              | Rolf Steinhausen / Josef Huber             | Werner Schwärzel / Andreas Huber | Siegfried Schauzu / Clifton Lorentz | Rolf Biland / Kenneth Williams       | Rolf Steinhausen / Josef Huber       |
| 3 | 07.–11.06. | 58. Isle of Man TT      | Mountain Course           | Rolf Steinhausen / Josef Huber             | Dick Greasley / Cliff Holland    | Malcolm Hobson / Mick Burns         | George O’Dell / Alan Gosling         | Siegfried Schauzu / Wolfgang Kalauch |
| 4 | 26.06.     | 46. Dutch TT            | Assen                     | Hermann Schmid / Martial Jean-Petit-Matile | Martin Kooy / Rob Vader          | Gustav Pape / Franz Kallenberg      | Rolf Biland / Kenneth Williams       | Werner Schwärzel / Andreas Huber     |
| 5 | 04.07.     | 49. GP von Belgien      | Spa-Francorchamps         | Rolf Steinhausen / Josef Huber             | Werner Schwärzel / Andreas Huber | Helmut Schilling / Rainer Gundel    | Siegfried Schauzu / Wolfgang Kalauch | Helmut Schilling / Rainer Gundel     |
| 6 | 22.08.     | GP der Tschechoslowakei | Masaryk-Ring              | Hermann Schmid / Martial Jean-Petit-Matile | Werner Schwärzel / Andreas Huber | Rolf Biland / Kenneth Williams      | Rolf Steinhausen / Josef Huber       | Rolf Biland / Kenneth Williams       |
| 7 | 29.08.     | 40. GP von Deutschland  | Nürburgring- Nordschleife | Werner Schwärzel / Andreas Huber           | Rolf Steinhausen / Josef Huber   | George O’Dell / Kenny Arthur        | Rolf Biland / Kenneth Williams       | Werner Schwärzel / Andreas Huber     |

### Fahrerwertung
| 1  | Rolf Steinhausen      | Josef Huber                           | Busch-König   | 65 (68) |
| 2  | Werner Schwärzel      | Andreas Huber                         | König         | 51 (59) |
| 3  | Hermann Schmid        | Martial Jean-Petit-Matile             | Schmid-Yamaha | 38      |
| 4  | Rolf Biland           | Kenneth Williams                      | Seymaz-Yamaha | 33      |
| 5  | Siegfried Schauzu     | Clifton Lorentz bzw. Wolfgang Kalauch | ARO-Fath      | 32      |
| 6  | Helmut Schilling      | Rainer Gundel                         | ARO-Fath      | 30      |
| 7  | Dick Greasley         | Cliff Holland                         | Chell-Yamaha  | 24      |
| 8  | George O’Dell         | Alan Gosling bzw. Kenny Arthur        | May-Yamaha    | 21      |
| 9  | Alain Michel          | Bernard Garcia                        | GEP-Yamaha    | 20      |
| 10 | Martin Kooy           | Rob Vader                             | Kova-König    | 17      |
| 11 | Bruno Holzer          | Karl Meierhans                        | LCR-Yamaha    | 14      |
| 12 | Malcolm Hobson        | Mick Burns bzw. John Inchliff         | Yamaha        | 12      |
| 13 | Ted Jansen            | Erich Schmitz                         | Yamaha        | 11      |
| 14 | Gustav Pape           | Franz Kallenberg                      | König         | 10      |
| 15 | Otto Haller           | Erich Haselbeck                       | Kraus-BMW     | 9       |
| 16 | Amedeo Zini           | Andrea Fornaro                        | König         | 8       |
| 17 | Hanspeter Hubacher    | Kurt Huber                            | Yamaha        | 8       |
| 18 | Walter Ohrmann        | Bernd Grube                           | Yamaha        | 8       |
| 19 | Gerry Boret           | Nick Boret                            | Yamaha        | 6       |
|    | Jeff Gawley           | Kenny Birch                           | König         | 6       |
|    | Rudi Kurth            | Dane Rowe                             | CAT-Yamaha    | 6       |
| 22 | Graham Milton         | John Brushwood                        | Magnum        | 5       |
|    | Hermann Huber         | Hans Seib                             | König         | 5       |
| 24 | Ernst Trachsel        | Benedikt Stähli                       | Yamaha        | 4       |
| 25 | Peter Campbell        | Russell Campbell                      | Yamaha        | 3       |
| 26 | Jaap Geerts           | Jan van Veen                          | König         | 2       |
| 27 | Heinz Luthringshauser | Lorenzo Puzo                          | BMW           | 1       |
|    | Tony Wakefield        | Colin Newbold                         | Magnum        | 1       |
|    | Kurt Jelonek          | Volker Rieß                           | König         | 1       |

### Konstrukteurswertung
Der Konstrukteurstitel wurde Busch-König zuerkannt.